# Jomo Cosmos Football Club
El Jomo Cosmos Football Club es un club de fútbol de Sudáfrica, de la ciudad de Johannesburgo. Fue fundado en 1983 y juega en la Primera División de Sudáfrica.

## Historia
El equipo se fundó con el nombre de Highlands Park, aunque acabó desapareciendo. El 29 de enero de 1983 el exfutbolista Jomo Sono compró el club y lo refundó, llamándole Jomo Cosmos Football Club debido a su propio nombre, Jomo, y al último club en el que militó como futbolista profesional, el New York Cosmos.
En 1987 el equipo consigue proclamarse campeón de Liga. En 1990 el equipo gana la Copa de Sudáfrica y tres años más tarde consigue un campeonato MTN 8.
En la temporada 2007-08 el equipo acabó último y descendió a la Primera División de Sudáfrica, aunque al año siguiente consiguieron de nuevo ascender.
Jomo Cosmos en la Premier Soccer League
- 2007-08: 16.º
- 2006-07: 7.º
- 2005-06: 9.º
- 2004-05: 13.º
- 2003-04: 13.º
- 2002-03: 8.º
- 2001-02: 4.º
- 2000-01: 4.º
- 1999-00: 7.º
- 1998-99: 10.º
- 1997-98: 7.º
- 1996-97: 7.º

Jomo Cosmos en la Primera División de Sudáfrica
- 2008-09: 1.º

## Uniforme
- Uniforme titular: Camiseta, pantalón y medias rojas.
- Uniforme alternativo: Camiseta, pantalón y medias azules.

## Estadio
El Jomo Cosmos juega en el Estadio Rand. Fue inaugurado en 1951 y tiene capacidad para 30000 personas.

## Datos del club
- Mayor goleada conseguida: 6-0, contra el Grand All Stars (31/08/85, Copa de Sudáfrica), Mabopane United Brothers (20/08/86, Copa de Sudáfrica), Bush Bucks (28/03/92, liga) y contra el Manzini Sundowns (21/02/93, Recopa Africana)
- Mayor goleada encajada: 0-5, contra el Kaizer Chiefs FC (24/12/01, Telkom Knockout)
- Máximo goleador: Manuel Bucuane con 88 goles
- Más partidos disputados: Andrew Rabutla, 229 partidos
- Más partidos disputados en una temporada: Webster Lichaba (temporada 1985-86) Y Helman Mkhalele (temporada 1992-93), 46 partidos
- Más goles en una temporada: Phil Masinga, 27 goles en la temporada 1990-91

## Jugadores

### Plantilla 2020/21
Actualizado a 3 de septiembre de 2011

#### Altas y bajas 2018–19 (verano)
| Altas   | Altas    | Altas       | Altas | Altas |
| Jugador | Posición | Procedencia | Tipo  | Costo |
| ------- | -------- | ----------- | ----- | ----- |

| Bajas             | Bajas     | Bajas          | Bajas     | Bajas        |
| Jugador           | Posición  | Destino        | Tipo      | Costo        |
| ----------------- | --------- | -------------- | --------- | ------------ |
| Charlton Mashumba | Delantero | Polokwane City | Traspaso. | No revelado. |

## Palmarés

### Torneos nacionales
- ABSA League (1): 1986-87
- Copa de Sudáfrica (1): 1990
- MTN 8 (1): 2003
- Telkom Knockout (2): 2002 y 2005